# Prosten Pihls gård

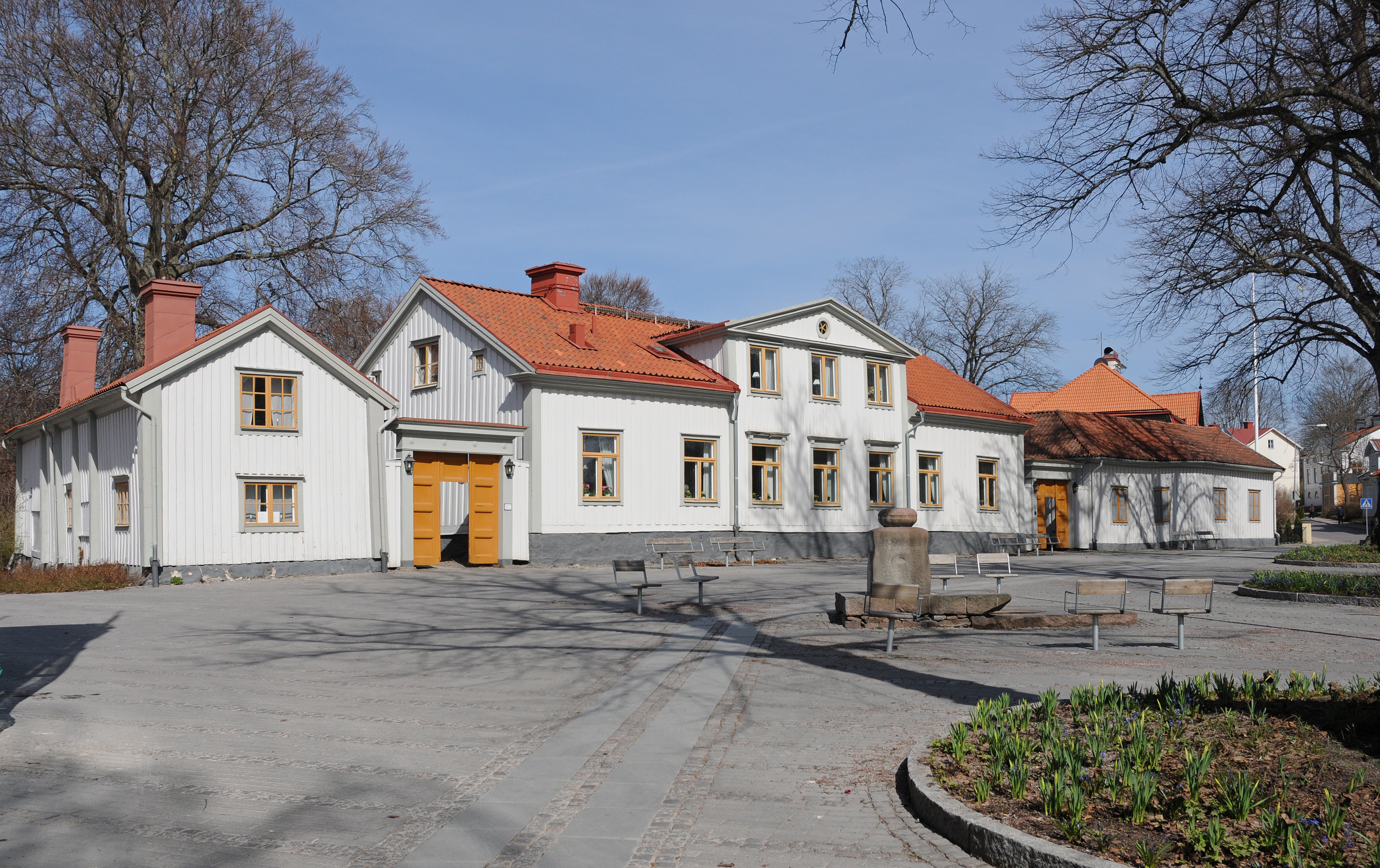
Prosten Pihls gård.

Prosten Pihls gård (Gamla Brändströmska gården) är en fastighet vid Östra torget i centrala Nyköping. Tomten till fastigheten köptes 1674 av Zacharias Hoffler. 1724 säljer Hofflers släkt tomten vidare till kyrkoherden i Alla Helgona församling Andreas Samuel Pihl som 1726 bygger en privat bostad mitt emot Alla Helgona kyrka, där han är verksam.
1969 köper Östra församlingen gården som idag (2021) innehåller café, bostäder, bibliotek och galleri.
1983 förklarar Länsstyrelsen Prosten Pihls gård som statligt byggnadsminne.

## Bilder

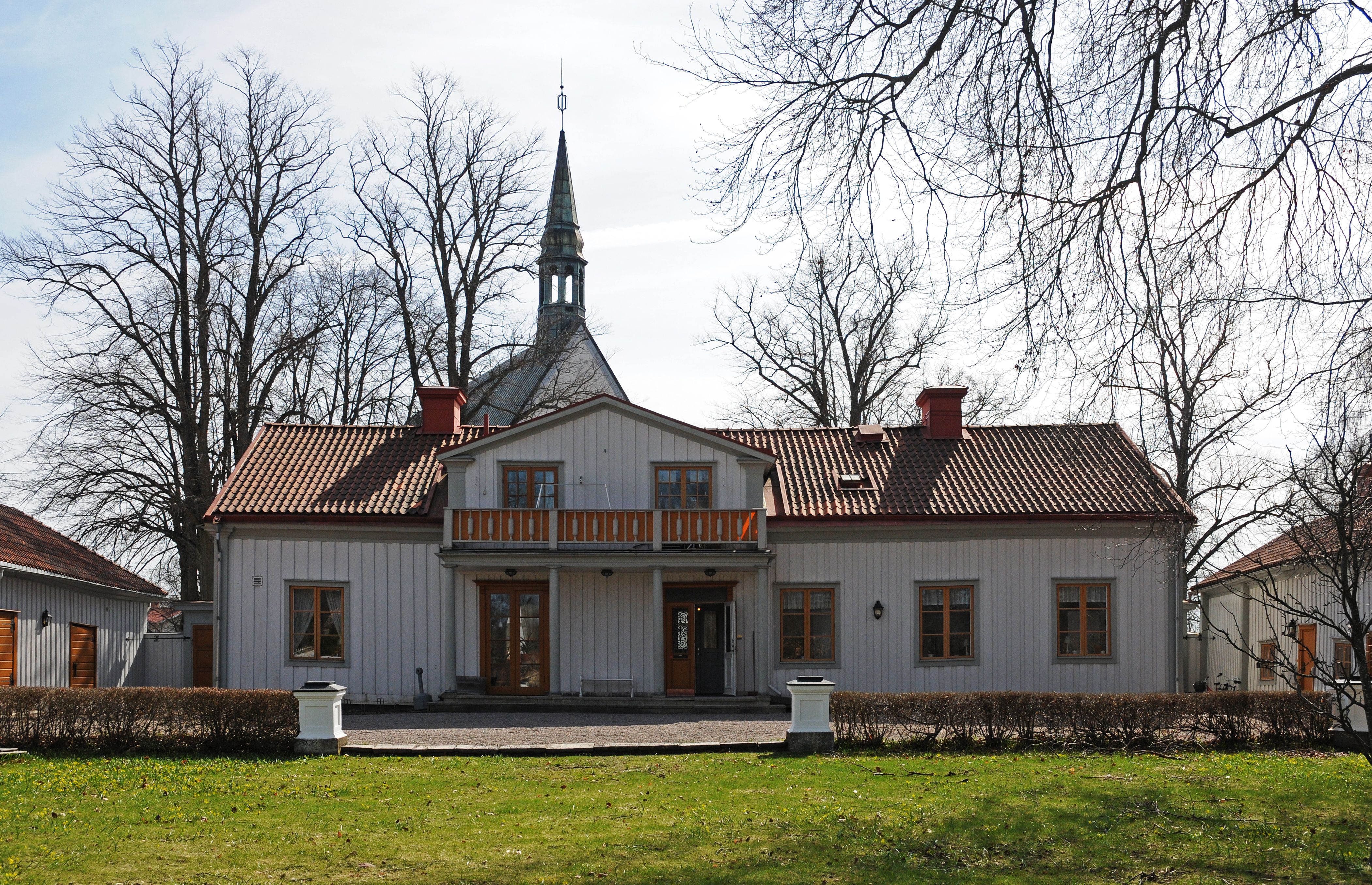
Gårdshuset från trädgårdssidan.
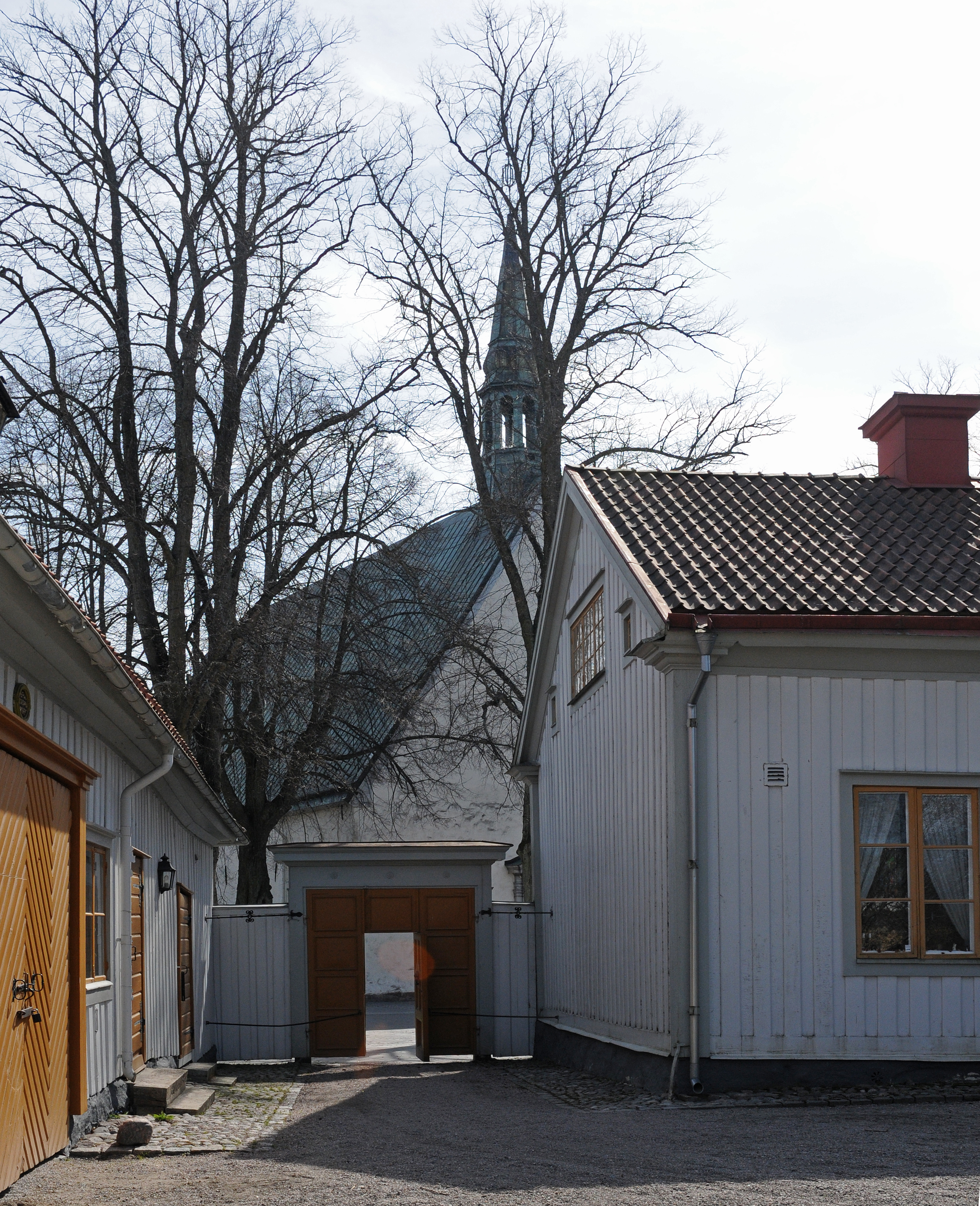
Gårdsporten med Alla Helgona kyrka i bakgrunden.
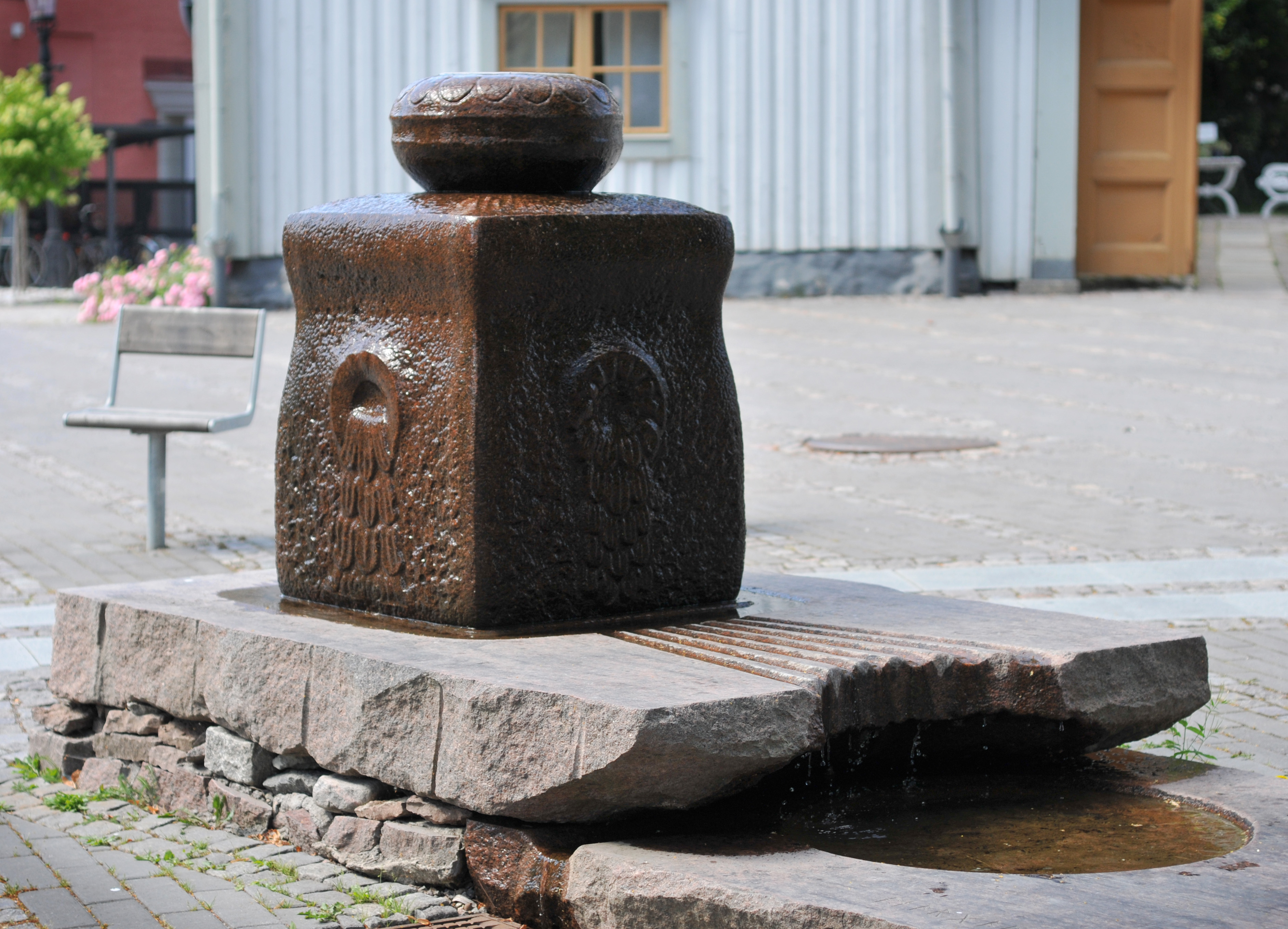
"Vattenklocka" på Östra torget, av konstnären Håkan Bonds.